# Hood Rich
| Críticas profissionais | Críticas profissionais |
| Avaliações da crítica  | Avaliações da crítica  |
| Fonte                  | Avaliação              |
| ---------------------- | ---------------------- |
| Allmusic               | link                   |
| RapReviews             | (7.5/10) link          |
| Los Angeles Times      | link                   |

Hood Rich é um álbum de Big Tymers, lançado em 2002. Apresenta os singles "Still Fly" e "Oh Yeah". O álbum alcançou a primeira posição da Billboard 200, com 160.458 cópias vendidas na semana de lançamento.

## Lista de faixas
1. "Slick Talkin'" (Intro)
2. "Oh Yeah!" (featuring Tateeze, Boo & Gotti)
3. "Still Fly"
4. "Sunny Day" (featuring TQ, Gotti & Mikkey)
5. "The Preppy Pimp"
6. "Hello"
7. "#1" (featuring Lac)
8. "I'm Comin'" (featuring Mikkey, Jazze Pha & TQ)
9. "Greg Street Countdown" (Skit)
10. "Gimme Some" (featuring TQ & Barewolf)
11. "Big"
12. "Get High" (featuring Jazze Pha)
13. "Pimpin'" (featuring Lac)
14. "Put That Shit Up" (featuring Lac, Stone & Mikkey)
15. "Greg Street Stuntin'" (Skit)
16. "Da Man" (featuring Trick Daddy & TQ)
17. "Lil Mama" (featuring Lac)
18. "Greg Street Radio" (Skit)
19. "My People" (featuring Boo)

## Posições nas paradas musicais
| Ano  | Parada        | Posição |
| ---- | ------------- | ------- |
| 2002 | Billboard 200 | 1       |